# Niżnij Dżałgan
Niżnij Dżałgan (ros. Нижний Джалган) – wieś w Rosji, w Dagestanie, w rejonie derbenckim. W 2010 liczyła 2841 mieszkańców, głównie Azerów.